# Grand Prix automobile d'Italie 1969
Résultats du Grand Prix d'Italie de Formule 1 1969 qui a eu lieu sur le circuit de Monza le 7 septembre 1969.

## Classement
| Pos  | N° | Pilote               | Écurie       | Tours | Temps/Abandon      | Grille | Points |
| ---- | -- | -------------------- | ------------ | ----- | ------------------ | ------ | ------ |
| 1    | 20 | Jackie Stewart       | Matra-Ford   | 68    | 1 h 39 min 11 s 26 | 3      | 9      |
| 2    | 4  | Jochen Rindt         | Lotus-Ford   | 68    | + 0 s 08           | 1      | 6      |
| 3    | 22 | Jean-Pierre Beltoise | Matra-Ford   | 68    | + 0 s 17           | 6      | 4      |
| 4    | 18 | Bruce McLaren        | McLaren-Ford | 68    | + 0 s 19           | 5      | 3      |
| 5    | 32 | Piers Courage        | Brabham-Ford | 68    | + 33 s 44          | 4      | 2      |
| 6    | 10 | Pedro Rodríguez      | Ferrari      | 66    | + 2 tours          | 12     | 1      |
| 7    | 16 | Denny Hulme          | McLaren-Ford | 66    | + 2 tours          | 2      |        |
| 8    | 30 | Jo Siffert           | Lotus-Ford   | 64    | Moteur             | 8      |        |
| 9    | 2  | Graham Hill          | Lotus-Ford   | 63    | Transmission       | 9      |        |
| 10   | 26 | Jacky Ickx           | Brabham-Ford | 61    | Panne d'essence    | 15     |        |
| Nc.  | 14 | John Surtees         | BRM          | 60    | Non classé         | 10     |        |
| Abd. | 12 | Jackie Oliver        | BRM          | 48    | Pression d'huile   | 11     |        |
| Abd. | 36 | Silvio Moser         | Brabham-Ford | 9     | Fuite d'essence    | 13     |        |
| Abd. | 28 | Jack Brabham         | Brabham-Ford | 6     | Fuite d'huile      | 7      |        |
| Abd. | 6  | John Miles           | Lotus-Ford   | 3     | Moteur             | 14     |        |
| Np.  | 10 | Ernesto Brambilla    | Ferrari      |       |                    |        |        |

Légende :
- Abd.=Abandon

## Pole position et record du tour
- Pole position : Jochen Rindt en 1 min 25 s 48 (vitesse moyenne : 242,162 km/h).
- Meilleur tour en course : Jean-Pierre Beltoise en 1 min 25 s 2 au 64e tour (vitesse moyenne : 242,958 km/h).

## Tours en tête
- Jackie Stewart 58 (1-6 / 9-17 / 19-24 / 28-30 / 33 / 35-36 / 38-68)
- Jochen Rindt 7 (7 / 25-27 / 31 / 34 / 37)
- Denny Hulme 1 (8)
- Piers Courage 2 (18 / 32)

## À noter
- 11e victoire pour Jackie Stewart, sacré champion du monde à l'issue de cette course.
- 9e victoire pour Matra en tant que constructeur.
- 23e victoire pour Ford Cosworth en tant que motoriste.